# Rudolf Wießner
Rudolf Wießner (* 19. Mai 1927; † 28. September 2001) war ein deutscher Politiker (SED). Er war von 1950 bis 1954 Staatssekretär für Berufsausbildung in der DDR.

## Leben
Wießner, Sohn einer Arbeiterfamilie, besuchte die Volksschule und erlernte den Beruf des Feinmechanikers. Er wurde 1945 Mitglied der Kommunistischen Partei Deutschlands (KPD) und 1946 der Sozialistischen Einheitspartei Deutschlands (SED). Er trat 1946 in die Freie Deutsche Jugend (FDJ) ein und war zunächst Wohngruppenleiter der FDJ in Löbtau. Er wurde Sekretär für Arbeiterjugend in der FDJ-Kreisleitung Dresden und schließlich Sekretär für Arbeiterjugend in der FDJ-Landesleitung Sachsen. Im Juni 1949 wurde er auf dem III. Parlament der FDJ zum Mitglied des Zentralrates (ZR) der FDJ und Sekretär für Arbeiterjugend gewählt. Die Funktion des Sekretärs des Zentralrats hatte er bis 1. September 1951 inne. Auf der 10. Tagung des ZR wurde er von Wolfgang Steinke abgelöst. Mitglied des Zentralrates blieb er bis zum VI. Parlament im Mai 1959.
Im September 1950 wurde er auf dem 3. FDGB-Kongress in den Bundesvorstand des FDGB gewählt. Dreiundzwanzigjährig wurde er im November 1950 als Staatssekretär für Berufsausbildung jüngstes Mitglied der Regierung Grotewohl. Wießner sah in der sowjetischen Didaktik ein Vorbild für die DDR. Er forderte 1951 auf einer Tagung des Zentralkomitees der SED, die Erkenntnisse  Philipp S. Oreschkows zur Didaktik in der Berufsausbildung der DDR anzuwenden und zitierte den Kandidaten der Pädagogischen Wissenschaften aus der UdSSR wörtlich: Die "... Vermittlung von Wissen, Fertigkeiten und Fälligkeiten muss so organisiert sein, dass sich die neu erworbenen Kenntnisse auf die vorangegangen stützen und die zuletzt erworbenen durch die nachfolgenden  gefestigt werden...".
Das Amt Staatssekretär für Berufsausbildung übte Wießner bis 1954 aus. Bei der Neubildung der Regierung im November 1954 wurde das Staatssekretariat für Berufsausbildung in das Ministerium für Arbeit und Berufsausbildung unter Minister Friedrich Macher eingegliedert und Wießner Stellvertreter des Ministers für Arbeit und Berufsausbildung. Am 28. August 1958 wurde er mit Margot Honecker zum Stellvertreter des Ministers für Volksbildung berufen. Am 31. August 1959 schied er aus „Gesundheitsgründen“ aus dem Amt. Anschließend wurde er Wissenschaftsbereichsleiter im Zentralinstitut für Berufsbildung der DDR und später zum Professor berufen.
Wießner starb im Alter von 74 Jahren.

## Auszeichnungen
- 1980 Vaterländischer Verdienstorden in Silber, 1984 in Gold und 1987 Ehrenspange zum Vaterländischen Verdienstorden in Gold

## Schriften
- Die Berufsbildung in der Sowjetunion. Schriften zur Berufsbildung im Ausland, herausgegeben vom Deutschen Institut für Berufsausbildung, Volk und Wissen Verlag, Berlin 1963.